# Афсати

Современная скульптура Афсати

Афса́ти, Апсати (груз. აფსათი, осет. Ӕфсати, от греч. Ευστάθιος «св. Евстафий») — божество птиц и зверей в мифологии народов Кавказа.

## Грузинская мифология
В грузинской мифологии, в частности, у сванов Афсати/Апсати — божество охоты и пастушества. Представлялся в мужском облике и считался покровителем диких рогатых животных и птиц. Афсати является функциональным аналогом богини Дали. Тем не менее, Афсати не удалось полностью вытеснить богиню Дали из верований древних сванов. Сюжеты отдельных мифов являют Афсати супругом Дали, реже — сыном.

## Осетинская мифология
Афсати является одним из самых почитаемых дзуаров в осетинском пантеоне. Афсати, будучи покровителем диких животных, которые назывались «скотом Афсати», особенно покровительствовал оленям и кабанам. Афсати изображается одноглазым стариком с белой бородой, сидящим на высокой горе Адай-Хох, где он обитал. С этой горы он внимательно наблюдал за своим многочисленным диким хозяйством. Несмотря на то, что Афсати был одноглазым, он бдительно следил за своими питомцами и строго наказывал тех, кто нарушал его постановления и законы. Одним из законов, установленных Афсати, было то, что каждый охотник, которому он дарил животное во время охоты, должен был делиться с первым встречным из своей деревни частью туши добытого животного.
В честь Афсати сложено множество осетинских народных песен и гимнов, в которых прославляется его щедрость и доброта. В отличие от других божеств, для Афсати не строились святилища и не устраивалось особых празднеств. Тем не менее, охотники, прежде чем выйти на охоту, должны были исполнить определённые действия и молитвенные прошения, прося Афсати подарить им животное из его стада.
Афсати — владыка диких животных, в частности оленей, кабанов и горных косуль; охотники ублажают его перед выходом жертвенными хлебами, ибо удача их всецело зависит от его благоволения; однако, он требует, чтобы тот, кому на охоте оказано покровительство, щедро накормил бы затем бедняков деревни, иначе следующая вылазка в лес будет бесплодной.
В нартском эпосе Афсати был покровителем нартских героев. Он подарил нартскому богатырю Аца чудесную золотую свирель, на которой потом играл сын Аца — юный герой Ацамаз. При женитьбе Ацамаза на Агунде Афсати заплатил выкуп в количестве ста оленей. В другом нартском рассказе говорится, как небожитель Сафа, решив облагодетельствовать Сослана, приглашает на пиршество различных небожителей, в том числе и Афсати, чтобы юный Сослан, прислуживая им, смог испросить у них дары, соответствующие их специализации. В этом рассказе Сослан обращается к владыке диких животных, чтобы получить от того благоволение: «Афсати, все звери гор и долин в твоей власти».
Кроме Афсати существовали и другие менее почитаемые покровители лесов Сау дзуар и Анигол.
Осетинский поэт Коста Хетагуров посвятил покровителю диких животных поэму «Афсати».

## Карачаевская мифология
Карачаевцы почитали Апсаты, бога охоты и добычи. Его дочь Фатима была известна своей красотой. Подобно осетинскому Афсати, Апсаты часто принимал форму белого козла.